# Keratsíni
Keratsíni (en grec moderne : Κερατσίνι) est une ville de Grèce située en Attique dans l'ouest de l'agglomération d'Athènes. Selon le recensement de 2011, la population de Keratsíni compte 77 077 habitants.

## Géographie
Keratsini est située sur la côte du golfe Saronique, à 3 kilomètres au nord-ouest du Pirée et à environ 9,5 kilomètres à l'ouest d'Athènes.
Keratsini a une superficie de 7,601 km2.
La zone côtière est principalement constituée d'installations portuaires, qui font partie du port du Pirée.

## Population
| 1981   | 1991   | 2001   | 2011   |
| ------ | ------ | ------ | ------ |
| 74 179 | 71 982 | 76 102 | 77 077 |

| 2021   | - | - | - |
| ------ | - | - | - |
| 75 721 | - | - | - |

## Jumelages
| Ville | Ville  | Pays | Pays      |
| ----- | ------ | ---- | --------- |
|       | Prešov |      | Slovaquie |